# Malawi
Malawi, officielt Republikken Malawi, er en indlandsstat i det sydøstlige Afrika, der tidligere var kendt som Nyasaland. Det grænser til Zambia mod nordvest, Tanzania mod nordøst, og Mozambique mod øst, syd og vest. Landet er adskilt fra Tanzania og Mozambique ved Malawisøen. Malawi er over 118.000 km2 med en anslået befolkning på 16.777.547 (skøn juli 2013). Dens hovedstad er Lilongwe, som også er Malawis største by; den næststørste er Blantyre og den tredje er Mzuzu. Navnet Malawi kommer fra Maravi, et gammelt navn på de nyanja mennesker, der bebor området. Landet bærer også tilnavnet "Afrikas varme hjerte".
Malawi er blandt de mindste lande i Afrika. Malawisøen optager omkring en tredjedel af Malawis område.
Det område af Afrika, der nu kendt som Malawi, blev befolket af migrerende bantu-grupper omkring det 10. århundrede. Århundreder senere i 1891 blev området koloniseret af briterne. I 1953 blev Malawi, dengang kendt som Nyasaland, et protektorat under britisk, et protektorat i den semi-uafhængige føderation bestående af Rhodesia (senere Zimbabwe, Zambia) og Nyasaland. Forbundet blev opløst i 1963. I 1964 ophørte protektorat i Nyasaland, og Nyasaland blev et selvstændigt land under dronning Elizabeth II med det nye navn Malawi. To år senere blev det en republik. Efter uafhængigheden blev det en etpartistat under forsæde af Hastings Banda, som forblev præsident indtil 1994, hvor han tabte et valg. Peter Mutharika er den nuværende præsident. Malawi har en demokratisk, flerpartiregering. Malawi har en lille militærstyrke, der omfatter en hær, en flåde og et luftvåben. Malawis udenrigspolitik er pro-vestlig og landet opretholder diplomatiske forbindelser med de fleste lande og deltagelse i flere internationale organisationer, herunder FN, Commonwealth of Nations og Southern African Development Community (SADC).
Malawi er blandt verdens mindst udviklede lande. Økonomien er stærkt baseret i landbruget, og landet har en overvejende landbefolkning. Den malawiske regering er meget afhængig af hjælp udefra for at imødekomme behovet for udvikling, selv om dette behov (og ydet støtte) er faldet siden 2000. Den malawiske regering står over for udfordringer i opbygningen og udvidelsen af økonomien, forbedring af uddannelse, sundhedsvæsen, miljøbeskyttelse, og at blive økonomisk uafhængig. Siden 2005 har Malawi udviklet flere programmer, der fokuserer på disse spørgsmål, og landets udsigter ser ud til at blive bedre, med en stigning i økonomien, uddannelse og sundhedspleje.
Malawi har en forventet lav levetid og høj børnedødelighed. Der er en høj forekomst af hiv/aids, som er et dræn på arbejdsstyrken og offentlige udgifter. Der er en forskelligartet population af indfødte folk, asiater og europæere, med flere sprog, der tales flere sprog og er en vifte af religiøse overbevisninger. Selv om der var en tidvis regional konflikt næring delvist af etniske skel i fortiden, var denne i 2008 mindsket betydeligt, og fænomenet en malawisk statsborgerskab havde genopstået.

## Historie
Uddybende artikel: Malawis historie
Tidlige mennesker boede i nærheden af Malawisøen for 50 til 60 tusind år siden. Menneskerester på et fundsted dateret til ca. år 8000 f.Kr. viser fysiske karakteristika, som ligner de mennesker, som i dag bor på Afrikas Horn. På et andet sted, dateret til 1500 f.Kr., har resterne træk, som minder om san–folket.
De tidligste indbyggere i området var folket khoisan, som var jægere og samlere. De blev stort set erstattet af bantustammerne under bantu-migrationerne. Selv om portugiserne nåede området i det 16. århundrede, var den første betydelige kontakt David Livingstones ankomst langs Malawisøens nordlige kyst i 1859. Siden da oprettede skotske presbyterianske kirker missionsstationer i Malawi. Et af deres mål var at få afsluttet slavehandelen til den Persiske Bugt, som fortsatte til slutningen af det 19. århundrede. I 1878 dannede en gruppe handelsmænd, de fleste fra Glasgow, African Lakes Company for at levere forsyninger og tjenester til missionærerne. Andre missionærer, handelsmænd, jægere og landbrugere fulgte snart efter. 
En konsul fra den britiske regeringsmagt fik titlen "konge og høvding i Centralafrika" i 1883, og i 1891 etablerede briterne Protektoratet Britisk Centralafrika, som inden 1907 fik navnet Nyasaland-protektoratet (Nyasa er yao-ordet for «indsø»). Briterne fortsatte med at have kontrollen i den første halvdel af 1900-tallet, men denne periode blev præget af et antal mislykkede malawiske forsøg på at skaffe sig uafhængighed. En voksende europæisk og amerikansk-uddannet afrikansk elite blev stadig mere højlydt og politisk aktiv, først gennem foreninger, og så gennem Nyasaland African Congress (NAC) efter 1944.
I løbet af 1950'erne øgedes presset for uafhængighed, da Nyasaland blev føjet sammen med Nord- og Sydrhodesia i 1953 til Føderationen af Rhodesia og Nyasaland. I juli 1958 kom Hastings Kamuzu Banda tilbage til landet efter et langt fravær i USA, hvor han fik sin medicinske embedseksamen ved Meharry Medical College i Nashville, Tennessee i 1937, Storbritannien hvor han praktiserede medicin, og Ghana. Han overtog lederskabet i NAC, som senere blev til Malawi Congress Party (MCP). Banda blev i 1959 sendt i fængsel for sine politiske aktiviteter, men blev løsladt i 1960 for at kunne deltage i en grundlovskonference i London.
Den 15. april 1961 vandt MCP en overvældende sejr ved valgene til et nyt lovgivende råd. Partiet fik også en vigtig rolle i det nye udøvende råd. På en ny grundlovskonference i London i november 1962 gik den britiske regering med til at give Nyasaland selvstyrestatus året efter.
Dr. Banda blev premierminister den 1. februar 1963, selv om briterne stadig kontrollerede Malawis finanser, sikkerhed og retsvæsen. En ny grundlov trådte i kraft i maj, som praktisk talt gav fuldstændigt selvstyre. Føderationen af Rhodesia og Nyasaland blev opløst den 31. december 1963, og Malawi blev et helt uafhængigt medlem af Commonwealth den 6. juli 1964. To år senere blev Malawi en republik med dr. Banda som sin første præsident. Landet blev også erklæret en etpartistat.
Dr. Banda blev erklæret præsident på livstid i 1970 af MCP. Den paramilitære del af MCP, de Unge Pionérer, hjalp til med at holde Malawi under et autoritært styre frem til 1990'erne.
Tiltagende indre uro og pres fra malawiske kirker og fra det internationale samfund førte til en folkeafstemning, hvor det malawiske folk stemte om enten et flerpartidemokrati eller forsættelsen af etpartistaten. Den 14. juni 1993 valgte folket med overvældende flertal flerpartisystemet. Frie og retfærdige nationale valg blev afholdt den 17. maj 1994.
Bakili Muluzi, lederen af den Forenede Demokratiske Front (UDF), blev valgt til præsident i disse valg. UDF vandt 82 af de 177 sæder i nationalforsamlingen og dannede en koalitionsregering med Alliancen for Demokrati (AFORD). Koalitionen blev opløst i juni 1996, men nogle af dens medlemmer forblev i regeringen. Malawis nyskrevne grundlov fra 1995 fjernede specialmagten, som var reserveret MCP. Accelererende økonomisk liberalisering og strukturelle reformer fulgte den politiske forvandling.
Den 15. juni 1999 afholdt Malawi sit andet demokratiske valg. Dr. Bakili Muluzi blev genvalgt for en ny femårsperiode som præsident til trods for, at en alliance af MCP og AFORD stillede op mod UDF.
Malawi så sin første overgang mellem demokratisk valgte præsidenter i maj 2004, da UDFs præsidentkandidat Bingu wa Mutharika besejrede MCP-kandidaten John Tembo og Gwanda Chakuamba, som var støttet af en gruppe oppositionspartier. UDF klarede derimod ikke at vinde flertallet af sæder i parlamentet, som det havde gjort ved valgene i 1994 og 1999. Partiet sikrede sig alligevel et flertal ved at alliere sig med partiformænd og tidligere præsident Muluzi og dannede en "regering af national enhed" med flere oppositionspartier. Præsident Bingu wa Mutharika forlod UDF-partiet den 5. februar 2005 på grund af uenigheder med UDF, især om hans antikorruptionskampagne. Han dannede herefter sit eget parti, Demokratisk Progressivt Parti (DPP).
Bingu wa Mutharika blev genvalgt for yderligere en femårsperiode i foråret 2009. Efter hans død den 5. april 2012 overtog vicepræsidenten Joyce Banda som Afrikas anden kvindelige statschef. Ved præsidentvalget i 2014 besejredes hun af udfordreren Peter Mutharika.

## Politik
Malawi har været et flerpartidemokrati siden 1994. Efter grundloven af 1995 vælges præsidenten, som både er statsoverhoved og regeringschef, ved valg hvert femte år. Malawi har en vicepræsident, som vælges sammen med præsidenten. Præsidenten har mulighed for at udnævne en vicepræsident nummer to, som skal være fra et andet politisk parti. Medlemmerne af det præsidentudnævnte kabinet kan hentes fra den lovgivende forsamling eller udenfor denne. Malawis parlament har 193 repræsentanter, og alle vælges direkte for en femårsperiode. Grundloven lægger grundlaget for to kamre, og det andet kammer er et senat med 80 medlemmer, men indtil nu er der ikke gjort noget for at sammensætte dette senat. Senatet er tiltænkt at skulle give repræsentation til traditionelle ledere og de forskellige geografiske distrikter, samt til forskellige interessegrupper som kvinder, unge og funktionshæmmede.
Grundloven lægger grunden for et uafhængigt retsvæsen. Malawis domstolsapparat er baseret på den engelske model og består af lavere magistratsdomstole, en højere domstol og en appeldomstol.
Det lokale styre varetages i 28 distrikter indenfor tre regioner, som administreres af regionale administratorer og distriktskommisærer. Det første lokalvalg i flerpartiperioden fandt sted den 21. november 2000, hvor UDF vandt 70% af pladserne.
Det tredje flerpartivalg af præsident og nationalforsamling, som oprindeligt var planlagt til at finde sted den 18. maj 2004, blev udsat i to dage efter en appel til den højere domstol fra oppositionskoalitionen Mgwirizano. Optakten til afstemningen blev overskygget af oppositionens påstande om ulovligheder i stemmeregistreringen. Observatører fra EU og Commonwealth udmeldte, at afstemmingen foregik fredeligt, men at de var bekymret for "alvorlige utilstrækkeligheder" i afstemningen.

### Udenrigspolitik
Malawi har fortsat den pro-vestlige udenrigspolitik, som blev etableret af tidligere præsident Banda. Landet har udmærkede forbindelser med vigtige vestlige lande. Malawis nære forbindelse med Sydafrika gennem apartheid-epoken, gjorde forholdet anspændt til andre afrikanske nationer. Efter apartheids afskaffelse i 1994 udviklede Malawi stærke diplomatiske forbindelser med alle afrikanske lande.
Mellem 1985 og 1995 husede Malawi mere end en million flygtninge fra Mozambique. Flygtningekrisen var en betydelig økonomisk belastning for Malawis regering, men førte også til betydelig international assistance. Husningen og tilbagevendelsen af mozambiqanerne regnes som en betydelig succes af internationale organisationer. Malawi fik i 1996 et antal rwandiske og congolesiske flygtninge, som søgte asyl. Regeringen afslog ikke flygtningene, men brugte princippet om "asyl i første land". Under dette princip ville flygtninge, som bad om asyl i et andet land først, eller havde haft mulighed for at gøre dette, ikke efterfølgende kunne få asyl i Malawi. Der var ingen rapporter om tvungen tilbagesendelse af flygtninge.
Vigtige bilaterale støttelande er USA, Canada, Libyen, Tyskland, Island, Japan, Nederlandene, Norge, Finland, Sverige, Taiwan og Storbritannien. Multilaterale donorer inkluderer Verdensbanken, IMF, EU, den afrikanske udviklingsbank og FN-organisationerne.

### Menneskerettigheder
I 2010 bemærkede internationale observatører problemer indenfor flere områder af menneskerettighederne: overdreven magt blev set brugt af politiet, sikkerhedsstyrkerne var i stand til at handle ustraffet, vold mod befolkningen blev lejlighedsvis konstateret, og forholdene i fængslerne fortsat barske og til tider livstruende. Imidlertid blev regeringen anset for at gøre en indsats for at retsforfølge sikkerhedsstyrker, som brugte overdreven magt. Andre juridiske spørgsmål omfattede grænser for ytringsfrihed og pressefrihed, lange tilbageholdelser forud for retssager, og vilkårlige anholdelser og tilbageholdelser. Samfundsmæssige problemstillinger fundet omfattede vold mod kvinder, menneskehandel, og børnearbejde. 
Korruption i regeringen ses som et stort problem til trods for, at Malawis korruptionsbekæmpelsesbureau (ACB) forsøger at reducere den. ACB synes at have en vis succes med at finde og retsforfølge korruption på lavere niveau, men det højere embedsmandsniveau synes at være i stand til at handle ustraffet. Korruption indenfor sikkerhedsstyrkerne er også et problem.
Malawi havde en af de højeste forekomster af børneægteskaber i verden. I 2015 Malawi hævedes den lovlige alder for ægteskab fra 15 til 18. Andre spørgsmål, der har blevet rejst, er mangel på tilstrækkelig retslig beskyttelse af kvinder imod seksuelt misbrug og chikane, meget høj mødredødelighed og misbrug i forbindelse med beskyldninger om hekseri.
Fra 2010 har homoseksualitet været ulovligt i Malawi, og homoseksuelle par har fået fængselsstraf. Et par, der var blevet idømt den højeste straf på 14 års hårdt arbejde, blev benådet to uger senere efter indgriben af FN generalsekretær Ban Ki-moon. I maj 2012 lovede præsident Joyce Banda at ophæve love, som kriminaliserer homoseksualitet.

### Forsvar
Malawi opretholder et mindre stående militær på ca. 25.000 mænd i Malawi forsvarsstyrker. Dette består af hær, flåde og luftvåben. Malawis hær stammer fra britiske koloniale enheder dannet før uafhængigheden og består nu af to riffelregimenter og et faldskærmsregiment. Malawis luftvåben blev etableret med tysk hjælp i 1976, og driver et mindre antal transportfly og multi-anvendelige helikoptere. Malawis søværn har 3 skibe, der opererer på Malawisøen med base i Monkey Bay.

### Administrativ inddeling
Malawi er inddelt i 28 distrikter indenfor tre regioner (videre underinddelt i ca. 250 traditionelle myndigheder og 110 administrative afdelinger):
| Nr | Provins         | Areal i km² | Indbyggere | Indbyggere per km² |
| -- | --------------- | ----------- | ---------- | ------------------ |
|    | Centrale Region | 35.592      | 4.066.340  | 114,2              |
| 1  | Dedza           | 3.624       | 486.682    | 134,3              |
| 2  | Dowa            | 3.041       | 411.387    | 135,3              |
| 3  | Kasungu         | 7.878       | 480.659    | 61,0               |
| 4  | Lilongwe        | 6.159       | 1.346.360  | 218,6              |
| 5  | Mchinji         | 3.356       | 324.941    | 96,8               |
| 6  | Nkhotakota      | 4.259       | 229.460    | 53,9               |
| 7  | Ntcheu          | 3.424       | 370.757    | 108,3              |
| 8  | Ntchisi         | 1.655       | 167.880    | 101,4              |
| 9  | Salima          | 2.196       | 248.214    | 113,0              |
|    | Nordlige Region | 26.931      | 1.233.560  | 45,8               |
| 10 | Chitipa         | 4.288       | 126.799    | 29,6               |
| 11 | Karonga         | 3.355       | 194.572    | 58,0               |
| 12 | Likoma          | 18          | 8.074      | 448,6              |
| 13 | Mzimba          | 10.430      | 610.994    | 59,1               |
| 14 | Nkhata Bay      | 4.071       | 164.761    | 40,5               |
| 15 | Rumphi          | 4.769       | 128.360    | 26,9               |
|    | Sydlige Region  | 31.754      | 4.633.968  | 145,9              |
| 16 | Balaka          | 2.193       | 253.098    | 115,4              |
| 17 | Blantyre        | 2.012       | 809.397    | 402,3              |
| 18 | Chikwawa        | 4.755       | 356.682    | 75,0               |
| 19 | Chiradzulu      | 767         | 236.050    | 307,8              |
| 20 | Machinga        | 3.771       | 369.614    | 98,0               |
| 21 | Mangochi        | 6.273       | 610.239    | 97,3               |
| 22 | Mulanje         | 2.056       | 428.322    | 208,3              |
| 23 | Mwanza          | 2.295       | 138.015    | 60,1               |
| 24 | Nsanje          | 1.942       | 194.924    | 100,4              |
| 25 | Thyolo          | 1.715       | 458.976    | 267,6              |
| 26 | Phalombe        | 1.394       | 231.990    | 166,4              |
| 27 | Zomba           | 2.580       | 546.661    | 211,9              |
| 28 | Neno            | -           | -          | -                  |
|    | Malawi Totalt   | 94.276      | 9.933.868  | 105,4              |

(Tallene er hentet fra folketællingen i september 1998 )

En kommunal forvaltning administreres af statsligt udpegede regionale administratorer og distriktskommissærer. For første gang i flerpartitiden fandt lokalvalg sted den 21. november 2000 med UDF partiet som vinder med 70% af de tilgængelige pladser. Der var planlagt afholdt nye lokalvalg i maj 2005, men disse blev aflyst af regeringen.

## Geografi
Malawi ligger i det sydøstlige Afrika. Great Rift Valley går gennem landet fra nord til syd. I denne fordybning ligger Malawisøen (også kaldet Nyasasøen), den tredjestørste indsø i Afrika, og den udgør 20% af Malawis areal. Shire-floden løber fra den sydlige ende af indsøen og munder ud i Zambezi-floden 400 kilometer længere syd på i Mozambique. Øst og vest for fordybningen danner landet høje plateauer, i vanligvis mellem 900 og 1.200 meters højde. I nord stiger Nyika-højlandet så højt som 2.600 m. Syd for indsøen ligger Shire-højlandene med en højde på 600 til 1.600 m, og som stiger til bjergene Zomba og Mulanje på henholdsvis 2.130 og 3.048 m. I det ekstreme syd er højden kun 60-90 m.
Sydpå ved Shire River ligger nationalparken Liwonde National Park, der er hjemsted for en række større dyr, bl.a. elefanter, næsehorn, impala m.fl. 
Malawi er et af det subsahariske Afrikas tættest befolkede lande. Befolkningen i Lilongwe, Malawis hovedstad siden 1971, overstiger 400.000. Alle ministerier og parlamentet ligger i Lilongwe. Blantyre er Malawis vigtigste kommercielle centrum og største by og er vokset fra ca. 109.000 indbyggere i 1966 til næsten 500.000 i 1998. Malawis præsident bor i Lilongwe, mens højesteretten ligger i Blantyre.
Øerne Likoma og Chizumulu tilhører Malawi, men ligger inden for Mozambiques farvand og danner maritime eksklaver .

### Klima
Malawis klima er generelt subtropisk. Regntiden varer fra november til april. Der er lille eller ingen nedbør i det meste af landet fra maj til oktober. Det er varmt og fugtigt fra oktober til april langs indsøen og i den nedre Shire-dal. Lilongwe er også varm og fugtig i disse måneder, men mindre end i syd. Resten af landet er varmt i disse måneder. Fra juni til august er indsøområderne og det ekstreme syd komfortabelt varmt, men resten af Malawi kan være kølig om natten med temperaturer fra 5° til 14 °C.
| Vejr for Lilongwe, Malawi           | Vejr for Lilongwe, Malawi | Vejr for Lilongwe, Malawi | Vejr for Lilongwe, Malawi | Vejr for Lilongwe, Malawi | Vejr for Lilongwe, Malawi | Vejr for Lilongwe, Malawi | Vejr for Lilongwe, Malawi | Vejr for Lilongwe, Malawi | Vejr for Lilongwe, Malawi | Vejr for Lilongwe, Malawi | Vejr for Lilongwe, Malawi | Vejr for Lilongwe, Malawi | Vejr for Lilongwe, Malawi |
|                                     | Jan                       | Feb                       | Mar                       | Apr                       | Maj                       | Jun                       | Jul                       | Aug                       | Sep                       | Okt                       | Nov                       | Dec                       | År                        |
| ----------------------------------- | ------------------------- | ------------------------- | ------------------------- | ------------------------- | ------------------------- | ------------------------- | ------------------------- | ------------------------- | ------------------------- | ------------------------- | ------------------------- | ------------------------- | ------------------------- |
| Gennemsnitlig maks °C               | 26                        | 26                        | 26                        | 26                        | 25                        | 23                        | 23                        | 25                        | 27                        | 30                        | 30                        | 27                        | 26                        |
| Gennemsnitlig °C                    | 21                        | 21                        | 21                        | 19                        | 17                        | 15                        | 14                        | 16                        | 19                        | 22                        | 23                        | 22                        | 19                        |
| Gennemsnitlig min °C                | 17                        | 17                        | 16                        | 13                        | 10                        | 7                         | 6                         | 7                         | 11                        | 14                        | 16                        | 17                        | 12                        |
| Gennemsnitlig nedbør mm             | 200                       | 210                       | 130                       | 30                        | 0                         | 0                         | 0                         | 0                         | 0                         | 0                         | 70                        | 170                       | 850                       |
| Kilde (2016): Weatherbase (engelsk) |                           |                           |                           |                           |                           |                           |                           |                           |                           |                           |                           |                           |                           |

## Økonomi
Malawi er en tætbefolket indlandsstat. Økonomien er stærkt afhængig af landbrug. Malawi har få mineralresurser, der kan udvindes. Landets tre vigtigste eksportprodukter er (i rækkefølge) tobak, te og sukker. Traditionelt har Malawi været selvforsynende med majs, og i løbet af 1980'erne eksporterede landet betydelige mængder til sine tørkeramte nabolande.
Landet har igangsat økonomiske og strukturelle justeringsprogrammer, som er støttet af Verdensbanken, den Internationale Valutafond og andre donorer siden 1981. Brede reformmål inkluderer stimulering af aktiviteter i den private sektor og deltagelse gennem eliminering af priskontrol, liberalisering af handel og ekstern valuta, rationalisering af skatter og privatisering af statsejede virksomheder. 
Landbruget tegner sig for 35% af BNP, industri 19% og tjenester for de resterende 46%. Malawi har en af de laveste indkomst pr indbygger i verden.

### Landbrug
Landbrug repræsenterer 38,6% af BNP, beskæftiger 80% af arbejdsstyrken og repræsenterer ca. 90% af al eksport. Småbrug producerer varierede landbrugsprodukter som majs, bønner, ris, kassava, tobak og jordnødder. Landbrugssektoren bidrager med 63,7% af totalindtægten til befolkningen på landet, 65% af forædlingssektorens råvarer og ca. 87% af antallet af arbejdspladser. Finansiel rigdom er stort set koncentreret i hænderne på en lille elite. Malawis forædlingsindustri ligger i tilknytning til byen Blantyre.

### Industri
De vigtigste industriprodukter er tobak, te og forarbejdning af sukker, savværksprodukter, cement og forbrugsgoder. Industriproduktionen vækstrate ansloges til 10% i 2009 og 4,1% i 2015.
Landet har ingen nævneværdig anvendelse af naturgas. Siden 2008 hverken importerer eller eksporterer Malawi elektricitet, men importere al sine råolie, dog uden produktion i landet. I 2006 begyndte landet at blande blyfri benzin med 10% ethanol, der produceres i landet på to planter, for at reducere afhængigheden er importeret brændsel. I 2008 begyndte Malawi at teste biler der kørte alene på ethanol, og de første resultater var så lovende, at landet fortsætter med at øge sin brug af ethanol.

### Handel
Malawis økonomiske afhængighed af eksporten af landbrugsvarer gør det særlig sårbart for eksterne chok som dårligere betingelser i handelen og tørke. Høje transportomkostninger, som kan udgøre over 30% af importudgifterne, udgør en alvorlig hindring for økonomisk udvikling og handel. Mangel på uddannet arbejdskraft, bureaukrati, korruption og for dårligt og manglende vedligehold af veje, elektricitet, vand og infrastruktur for telekommunikation skaber yderligere hindringer for den økonomiske udvikling i Malawi.
Malawi har bilaterale handelsaftaler med sine to største handelspartnere, Sydafrika og Zimbabwe, og begge tillader toldfri adgang for malawiske produkter.
I 2015 eksporteredes fra Malawi for anslået 1.185 millioner USD varer om året. Eksportprodukter er tobak (53%), te, sukker, uld, kaffe, jordnødder, træprodukter, tekstiler.
Landets store eksportafhængighed af tobak lægger en tung byrde på økonomien ved faldende verdensmarkedspriser, og det internationale samfund øger presset for at begrænse produktionen af tobak. Malawis afhængighed af tobakeksporten har været voksende, produktet voksede fra 53% til 70% af eksportindtægterne mellem 2007 og 2008. Landet også er stærkt afhængig af te, sukker og kaffe, idet disse tre plus tobak udgør mere end 90% af Malawis eksportindtægter. På grund af en stigning i omkostningerne og et fald i salgspriserne har Malawi opmuntret landmænd til at gå væk fra tobak i retning af mere rentable afgrøder, herunder krydderier som paprika. Indisk hamp er et anden muligt alternativ, men argumenterne er blevet gjort, at det vil bringe mere kriminalitet til landet gennem sin lighed med sorter af cannabis og vanskeligheden ved at skelne mellem de to typer. Denne bekymring er især bemærkelsesværdig, fordi dyrkningen af Malawi cannabis, kendt som Malawi Gold, som et lægemiddel er steget markant. Malawi er kendt for dyrkning "det bedste og fineste" cannabis i verden for fritidsbrug, ifølge en nylig rapport fra Verdensbanken, og dyrkning og salg af afgrøden kan bidrage til korruption inden for politiet.
Andre eksportvarer er bomuld, jordnødder, træprodukter og beklædning. De vigtigste destination steder for landets eksport er Sydafrika, Tyskland, Egypten, Zimbabwe, USA, Rusland og Holland. Malawi importerede i 2015 for skønnet 2.664 milliarder USD varer om året, de vigtigste er mad, olieprodukter, forbrugsvarer og transport af udstyr. De vigtigste lande, Malawi importerer fra, er fra Sydafrika, Indien, Zambia, Tanzania, USA og Kina.
I 2006 begyndte Malawi som reaktion på en katastrofalt lav landbrugshøst et program for tilskud til gødningsfabrikker, der var designet til at re-energize jorden og øge produktionen af afgrøder. Det er blevet rapporteret, at dette program, forsvaret af landets præsident, er en radikal forbedring Malawis landbrug, og vil bidtrage til at gøre Malawi til nettoeksportør af fødevarer til nærliggende lande.

### Transport
I 2013 havde Malawi 32 lufthavne, 7 med asfalterede landingsbaner og 25 med uasfalterede landingsbaner. I 2014 havde landet 767 km af jernbaner, alle smalsporede, og siden 2003 15.460 km veje, hvoraf 6.951 km asfalterede og 8.499 km uasfalterede.
Malawi har 700 km af vandveje på Malawisøen og på Shire-floden. De vigtigste indlandshavne er Chipoka, Monkey Bay, Nkhata Bay, Nkhotakota og Chilumba. Der er en ugentlig skibsforbindelse med Moçambique og en færgeforbindelse til Tanzania.
Pr 2011 var der 3.952 millioner mobiltelefoner og 173.500 fastnet telefoner i Malawi. Der var 716.400 internetbrugere i 2009 og 1.099 Internet værter fra 2012. Fra 2007 var der én regeringsdrevet radiostation og cirka et dusin mere ejede af private virksomheder. Den ene tv-station var statsejede. Tidligere er Malawis telekommunikationssystem blevet udnævnt som et af de ringeste i Afrika, men betingelserne bliver forbedrede, således blev 130.000 fastnet telefoner forbundet mellem 2000 og 2007. Telefoner er meget mere tilgængelige i byområder, med mindre end en fjerdedel af jordledninger ligger i landdistrikterne.

## Demografi
Malawi har hentet sit navn fra maravierne, et bantu-folk som kom fra det sydlige Congo-bassin for ca. 600 år siden. Da de nåede området nord for Malawisøen, delte maravierne sig. Én gren, forfædrene til dagens chewaer, flyttede sydpå til den vestlige bred af søen. De andre, forfædrene til nyanjaerne, flyttede til den østre bred i den sydlige del af landet.
Inden 1500 havde de to grene af stammen etableret et kongedømme, som strakte sig fra nord i dagens Nkhotakota til Zambezi i syd, og fra Malawisøen i øst til Luangwa i vest.
Folkevandringer og stammekonflikter forhindrede en videre dannelse af et sammenføjet malawisk samfund før det 20. århundrede. I senere år er etniske forskelle og stammetilhørsforhold blevet tonet ned. Der er derimod regionale forskelle og rivalisering. Til trods for visse klare forskelle eksisterer der ingen betydelige gnidninger mellem stammegrupperne, og forståelsen af malawisk nationalitet er begyndt at slå rod. Malawierne er et landligt folkeslag, og de er generelt traditionalister og ikkevoldelige.
Befolkningen er ung: Befolkningens medianalder: 16,4 år (2015). Spædbarnsdødelighed: 46,26 per 1000 fødte (2015). Befolkningens gennemsnitlige levetid: 60,66 år (2015). I 2012 var ca. 45% af befolkningen under 15 år og ca. 5% over 60 år.
Ægteskab indgås ofte i ung alder og forekomsten af børneægteskaber er blandt de højeste verden. Lovlig giftemålsalder er 18 år uden tilladelse og 15 år med forældretilladelse. En undersøgelse foretaget i årene 2000-2011 viste, at 50% af kvinderne giftede sig før de fyldte 18 år. Geografisk er andelen børneægteskaber højest i de centrale dele af Malawi (57%) og lavest i de sydlige dele (44%).
Dødeligheden blandt børn under 5 år er 71 per 1000 fødte, hvilket er blandt de højeste i verden men en nedgang på 71% siden 2000. Nedgangen skyldes antagelig blandt andet bedre vaccinering og mere udbredt brug af myggenet. Mødredødeligheden i forbindelse med graviditet og fødsel er også blandt de højeste i verden.
Andre sundhedsproblemer, som bidrager til høj dødelighed, er tuberkulose, malaria og diarré samt forskellige tropesygdomme.
Underernæring er ligeledes et problem, og 46% af børnene under 5 år regnes som hæmmede i væksten.
Det er anslået, at 10.6% af befolkningen mellem 15 og 19 år har hiv/aids (2012), hvoraf 13% af kvinderne og 8% af mændene. I 2009 skønnedes 120.000 børn at have hiv.
Polygami er almindeligt blandt den muslimske befolkning samt i enkelte andre etniske grupper.
Homofile forhold er forbudt efter malawisk lovgivning. Forbuddet blev suspenderet af præsident Joyce Banda i 2012. I 2014 erklærede også regeringen under Peter Mutharika, at man ville undlade at strafforfølge personer, som brød mod bestemmelsen.
Analfabetisme er forholdsvis udbredt. I 2015 var 34,2 % af den voksne befolkning analfabeter, heraf blandt voksne mænd 27,0 % og blandt voksne kvinder 41,4 %.

### Etnicitet og sprog
Befolkningen tilhører 30 forskellige bantutalende folkeslag; der i blandt Chewa 32.6%, Lomwe 17.6%, Yao 13.5%, Ngoni 11.5%, Tumbuka 8.8%, Nyanja 5.8%, Sena 3.6%, Tonga 2.1%, Ngonde 1%, andre 3.5%. Alle har sine egne sprog og kulturelle traditioner. De begyndte at indvandre til området i begyndelsen af 1400-tallet. Befolkningen omfatter også et antal indiere, men andelen er mindsket dramatisk siden 1960-erne. 
Chewaene udgør 90% af befolkningen i den centrale region. Nyanja-stammen dominerer i syd og tumbukaerne i nord. Derudover lever der et betydeligt antal af tongaer i nord, ngoni, en sidegren af zuluerne som kom fra Sydafrika i begyndelsen af 1800-tallet, lever i de nedre nordlige og lavere centrale regioner og yaoerne som hovedsageligt er muslimer, lever langs den sydøstlige grænse til Mozambique. Bantuer fra andre stammer kom fra Mozambique som flygtninge.
Der lever også et antal europæere og asiater. De fleste europæere er briter, og portugisere fra Mozambique, mens asiaterne hovedsageligt er indere.

### Religion
Der er ingen statsreligion.
Malawi er et overvejende kristent land med et betydeligt muslimsk mindretal, selv om de nøjagtige tal bestrides. Der er begrænset data med vidt forskellige skøn over religiøst tilhørsforhold i landet. Ifølge Malawi Religion Project drevet af University of Pennsylvania i 2010, identificerer ca. 68% af befolkningen sig som kristne, 25% som muslimer og 5% som "andet". Lidt ældre data, CIA statistik fra 1998, viser, at 82% af befolkningen var kristne, med 13% muslimer. De største kristne grupper i Malawi er den romersk-katolske kirke og den Centralafrikanske Presbyterianske Kirke (CCAP). CCAP er den største protestantiske betegnelse i Malawi med 1,3 millioner medlemmer. Der er mindre presbyterianske trosretninger som den reformerte Presbyterianske Kirke i Malawi og den evangelske Presbyterianske Kirke i Malawi. Der er også et mindre antal anglikanere, baptister, Jehovas Vidner (ca. 89.000), evangelister og syvendedagsadventister. Det meste af den muslimske befolkning er sunnier, enten Qadriya- eller Sukkutu-grupper med få Ahmadiyya-muslimer. Andre religiøse grupper i landet omfatter rastafariaere, hinduer, bahaier (0,2%) og omkring 300 jøder. [72] Ateister udgør omkring 4% af befolkningen, selv om dette tal kan omfatte folk, der praktiserer traditionelle afrikanske religioner.

## Samfund

### Uddannelse
I Malawi er folkeskolen ikke obligatorisk, men forfatningen kræver, at alle mennesker har ret til på en mindst fem års skolegang på grundskole-trinnet. I 1994 blev gratis grundskoleuddannelse for alle børn etableret af regeringen, hvilket har øget fremmødeandelen. Frafald er højere for piger end drenge, hvilket tilskrives sikkerhedsproblemer under den lange rejse til skole, ligesom pigerne står over for en højere forekomst af kønsbetinget vold. Men fremmødeandelen for alle børn er voksende, med indskrivning til grundskoler steget fra 58% i 1992 til 75% i 2007, mens antallet af studerende, der begynder i første klasse og fuldfører femte klasse er steget fra 64% i 1992 til 86% i 2006, men fremmøde i gymnasiet falder til ca. 25%, med fremmødeandelen er lidt højere for mænd. Unges læsefærdigheder er også steget, fra 68% i 2000 til 82% i 2007. Denne fremgang tilskrives forbedrede undervisningsmaterialer i skolerne, bedre infrastruktur og hjælpeprogrammer, som er blevet implementeret i hele skolesystemet.
Uddannelse i Malawi omfatter otte års skolegang på folkeskoleniveau, fire år i gymnasiet og fire år på universitetet.
Der er fire offentlige universiteter i Malawi nemlig Mzuzu, Lilongwe University of Agriculture and Natural Resources, University of Malawi og Malawi Universitet for Videnskab og Teknologi. Udover disse er der også private universiteter som Livingstonia, Malawi Lakeview, det katolske universitet i Malawi, MIM etc.

### Sundhedsvæsen
Malawi har centrale, regionale og private sygehuse. Den offentlige sektor tilbyder gratis sundhedsydelser og medicin, mens ikke-statslige organisationer tilbyder ydelser og lægemidler mod betaling. Private læger tilbyde gebyr-baserede tjenester og medicin. Sygesikringsordninger, har været etableret siden 2000. Landet har en farmaceutisk fremstillingsindustri bestående af fire privatejede medicinalvirksomheder. Malawis sundhedsplejes mål er, at "fremme sundhed, forebyggelse, reduktion og helbredelse af sygdomme, og reducere forekomsten af for tidlig død i befolkningen".
Børnedødelighed er høj, og den forventede levetid ved fødslen er 50,03 år. Der er en høj voksen prævalens på hiv/aids, med en anslået 930.000 voksne (eller 11,9% af befolkningen) lever med sygdommen i 2007. Der var ca. 68.000 dødsfald om året fra hiv/aids i 2007. Ca. 250 nye mennesker er smittet hver dag, og på et mindst 70% af Malawis hospitalssenge er besat af hiv/aids-patienter. Den høje infektion har resulteret i at anslået 5,8% af arbejdskraften i sundhedstjenesten dør af sygdommen. Regeringen bruger over $ 120.000 om året på begravelser for tjenestemænd, der dør af sygdommen. I 2006 begyndte den internationalt kendte superstjerne Madonna Raising Malawi, en fond, der hjælper aids-forældreløse i Malawi, og også finansieret en dokumentarfilm om de prøvelser opleves af Malawi forældreløse, kaldet I Am Because We Are. Raising Malawi arbejder også gennem Millennium Villages Project for at forbedre uddannelse, sundhed, infrastruktur og landbrug i Malawi.
Der er en meget høj grad af risiko for alvorlige smitsomme sygdomme, herunder bakterielle og protozoal diarré, hepatitis A, tyfus, malaria, pest, schistosomiasis, og rabies. Malawi har gjort fremskridt en lille stigning i børnedødeligheden og reducere forekomster af hiv/aids, malaria og andre sygdomme; dog har landet været "forfejlet" i reduktionen af mødredødelighed og fremme af ligestilling. Omskæring af kvindelige kønsorganer (FGM), mens ikke udbredt, men praktiseres i nogle lokalsamfund.

## Kultur
Malawierne var fra gammel tid et rejsende folk, og som et resultat af dette har deres musik spredt sig over det afrikanske kontinent. I nyere tider er det kun lidt af malawisk musik, som er internationalt kendt, selv om landet har sine musikalske kendisser, som er velkendt i visse udenlandske sammenhænge.

### Musik
Malawis traditionelle musik er blevet påvirket af forskellige sider, så som Sydafrika, Tanzania og østafrikanske zuluer. Traditionelle musikinstrumenter er forskellige trommer, xylofoner og rangler som mambilira, som kan fastgøres til dansernes ben og arme.
Danse er en stærk del af Malawis kultur, og National Dance Troupe (tidligere Kwacha Cultural Troupe) blev dannet i november 1987 af regeringen. Traditionel musik og dans kan være indledning ved ritualer, vielser og festlighederne.

### Skønlitteratur
I Malawi som andre steder i Afrika er der en stærk tradition for folkeeventyr. Mange moderne forfattere blev tvunget til at leve i eksil i Bandas regeringstid, og vendte tilbage til Malawi omkring midten af 1990-erne. Næsten al skønlitteratur udgivet på engelsk. Der er flere internationalt anerkendte litterære tal fra Malawi, herunder digteren Jack Mapanje, historie- og fiktionforfatter Paul železa og forfattere Legson Kayira, Felix Mnthali, Frank Chipasula og David Rubadiri.

### Billedkunst mm
De indfødte etniske grupper i Malawi har en rig tradition for kurvefletning og maskeudskæring, og nogle af disse anvendes stadig i traditionelle ceremonier udført af indfødte folk. Træskærerarbejder og oliemalerier er også populære i flere bycentre, med mange af de fremstillede emner sælges til turister.

### Køkken
Malawi køkken er varieret, med te og fisk er populære i landets køkken. Sukker, kaffe, majs, kartofler, sorghum, kvæg og geder er også faste komponenter i køkken og hjemmets økonomi. Malawisøen er en kilde til fisk, herunder chambo (svarende til brasen) usipa (svarende til sardin), mpasa (svarende til laks og kampango). Nsima er en basisfødevare lavet af formalet majs som serveres sammen med retter bestående af kød og grøntsager. Det kan spises til frokost og middag.

### Sport
Fodbold er den mest almindelige sport i Malawi, der indførtes under det britiske kolonistyre. Også Basketball er stigende i popularitet.